# Государственный советник юстиции 1-го класса (Россия)

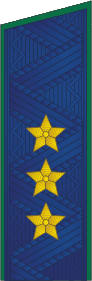

Государственный советник юстиции 1 класса  (генерал-полковник юстиции)  — второй по старшинству классный чин в органах прокуратуры СССР (в 1943—1991 гг.), Российской Федерации (с 1991 г.) и Следственного комитета при Прокуратуре Российской Федерации.
Соответствует званию генерал-полковник армии
В Российской Федерации чин присваивается указами Президента Российской Федерации лицам, которым присваивается звание генерал-полковник юстиции, занимающим должности заместителей Генерального прокурора Российской Федерации. 
В органах юстиции чин установлен Постановлением Президиума Верховного Совета РСФСР от 1 июля 1991 года № 1506-I «Об установлении классных чинов для работников органов юстиции и государственного нотариата РСФСР» и присваивался указами Президента Российской Федерации лицам, занимающим должности заместителей Министра юстиции Российской Федерации, заместителей Генерального директора Судебного департамента при Верховном Суде Российской Федерации и др. В органах юстиции чин упразднён Указом Президента Российской Федерации от 19 ноября 2007 года «О порядке присвоения и сохранения классных чинов юстиции лицам, замещающим государственные должности Российской Федерации и должности федеральной государственной гражданской службы, и установлении федеральным государственным гражданским служащим месячных окладов за классный чин в соответствии с присвоенными им классными чинами юстиции». Вместо него введён чин «действительный государственный советник юстиции Российской Федерации 1 класса».
Этим же Указом установлено, что классный чин государственного советника юстиции 1 класса, присвоенный ранее лицам, замещающим должности федеральной государственной гражданской службы в Министерстве юстиции Российской Федерации, Федеральной службе судебных приставов, Федеральной регистрационной службе, Федеральной службе исполнения наказаний, аппаратах федеральных судов, Судебном департаменте при Верховном Суде Российской Федерации, считается классным чином действительного государственного советника юстиции Российской Федерации 1 класса, а классный чин государственного советника юстиции 1 класса, присвоенный ранее лицам, замещающим должности федеральной государственной гражданской службы, по которым не присваиваются классные чины юстиции (в том числе соответствующие должности в перечисленных государственных органах), считается классным чином действительного государственного советника Российской Федерации 1 класса.
В правовом отношении государственный советник юстиции 1 класса — это два разных чина в системах органов прокуратуры и юстиции, поэтому при переходе руководящих работников из органов юстиции в Генеральную прокуратуру или наоборот, чин присваивался вновь. Например, Е. Л. Забарчуку этот чин присвоен в 2001 г. (как заместителю Министра юстиции Российской Федерации) и в 2006 г. (как заместителю Генерального прокурора Российской Федерации).
На погонах государственного советника юстиции 1 класса в органах прокуратуры и юстиции Российской Федерации вышиваются три золоченые пятиконечные выпуклые звездочки диаметром 25 мм.
Выше чина государственного советника юстиции 1 класса в органах прокуратуры — действительный государственный советник юстиции, а в органах юстиции до 2007 г. — государственный советник юстиции Российской Федерации.
Этот чин не следует путать с чином государственного советника юстиции Российской Федерации 1-го класса (с 2007 г. — классный чин в органах юстиции Российской Федерации)

## Государственные советники юстиции 1 класса (органы прокуратуры Российской Федерации)
После даты присвоения классного чина стоит номер Указа Президента Российской Федерации, которым присвоен чин.
1. 25 октября 1993 г., № 1739 — Казанник Алексей Иванович, Генеральный прокурор Российской Федерации
2. 13 мая 1994 г., № 938 — Кехлеров Сабир Гаджиметович, заместитель Генерального прокурора Российской Федерации
3. 13 мая 1994 г., № 938 — Узбеков Вильдан Сулейманович, первый заместитель Генерального прокурора Российской Федерации
4. 27 мая 1994 г., № 1079 — Ильюшенко Алексей Николаевич, исполняющий обязанности Генерального прокурора Российской Федерации
5. 5 июля 1995 г., № 667 — Славгородский Михаил Дмитриевич, заместитель Генерального прокурора Российской Федерации
6. 16 ноября 1995 г., № 1151 — Скуратов Юрий Ильич, Генеральный прокурор Российской Федерации
7. 12 января 1996 г., № 30 — Чайка Юрий Яковлевич, первый заместитель Генерального прокурора Российской Федерации
8. 2 мая 1996 г., № 643 — Катышев Михаил Борисович, заместитель Генерального прокурора Российской Федерации
9. 20 июня 1996 г., № 960 — Розанов Александр Александрович, заместитель Генерального прокурора Российской Федерации
10. 30 августа 1996 г., № 1283 — Колмогоров Василий Васильевич, заместитель Генерального прокурора Российской Федерации
11. 9 января 1997 г., № 2 — Давыдов Владимир Иванович, заместитель Генерального прокурора Российской Федерации
12. 7 июня 1999 г., № 721 — Устинов Владимир Васильевич, заместитель Генерального прокурора Российской Федерации
13. 12 августа 2000 г., № 1504 — Бирюков Юрий Станиславович, первый заместитель Генерального прокурора Российской Федерации
14. 12 августа 2000 г., № 1504 — Звягинцев Александр Григорьевич, заместитель Генерального прокурора Российской Федерации
15. 12 августа 2000 г., № 1504 — Золотов Юрий Михайлович, заместитель Генерального прокурора Российской Федерации
16. 12 августа 2000 г., № 1504 — Зубрин Владимир Викторович, заместитель Генерального прокурора Российской Федерации
17. 12 августа 2000 г., № 1504 — Макаров Николай Иванович, заместитель Генерального прокурора Российской Федерации
18. 12 августа 2000 г., № 1504 — Симученков Валентин Валентинович, заместитель Генерального прокурора Российской Федерации
19. 12 августа 2000 г., № 1504 — Чайка Константин Леонтьевич, заместитель Генерального прокурора Российской Федерации
20. 30 сентября 2000 г., № 1721 — Фридинский Сергей Николаевич, заместитель Генерального прокурора Российской Федерации
21. 10 июля 2002 г., № 734 — Колесников Владимир Ильич, заместитель Генерального прокурора Российской Федерации
22. 22 мая 2003 г., № 554 — Герасимов Сергей Иванович, заместитель Генерального прокурора Российской Федерации
23. 9 января 2004 г., № 8 — Савченко Николай Иванович, заместитель Генерального прокурора Российской Федерации
24. 31 декабря 2004 г., № 1640 — Шепель Николай Иванович, заместитель Генерального прокурора Российской Федерации
25. 26 декабря 2005 г., № 1530 — Кондрат Иван Николаевич, заместитель Генерального прокурора Российской Федерации
26. 3 октября 2006 г., № 1092 — Буксман Александр Эмануилович, первый заместитель Генерального прокурора Российской Федерации
27. 3 октября 2006 г., № 1092 — Гринь Виктор Яковлевич, заместитель Генерального прокурора Российской Федерации
28. 3 октября 2006 г., № 1092 — Гулягин Юрий Александрович, заместитель Генерального прокурора Российской Федерации
29. 3 октября 2006 г., № 1092 — Забарчук Евгений Леонидович, заместитель Генерального прокурора Российской Федерации
30. 3 октября 2006 г., № 1092 — Семчишин Иван Григорьевич, заместитель Генерального прокурора Российской Федерации
31. 3 октября 2006 г., № 1092 — Сыдорук Иван Иванович, заместитель Генерального прокурора Российской Федерации
32. 8 декабря 2006 г., № 1373 — Бастрыкин Александр Иванович, заместитель Генерального прокурора Российской Федерации
33. 8 декабря 2006 г., № 1373 — Малиновский Владимир Владимирович, заместитель Генерального прокурора Российской Федерации
34. 6 июня 2007 г., № 721 — Валеев Эрнест Абдулович, заместитель Генерального прокурора Российской Федерации
35. 6 июня 2007 г., № 721 — Гуцан Александр Владимирович, заместитель Генерального прокурора Российской Федерации
36. 3 ноября 2007 г., № 1453 — Нырков Юрий Михайлович, заместитель Председателя Следственного комитета при прокуратуре Российской Федерации
37. 1 сентября 2008 г., № 1296 — Салмаксов Борис Иванович, заместитель Председателя Следственного комитета при прокуратуре Российской Федерации
38. 7 сентября 2010 г., № 1101 — Пискарев Василий Иванович, заместитель Председателя Следственного комитета при прокуратуре Российской Федерации
39. 12 декабря 2011 г., № 1601 — Зайцев Сергей Петрович, заместитель Генерального прокурора Российской Федерации
40. 12 декабря 2011 г., № 1601 — Лопатин Геннадий Борисович, заместитель Генерального прокурора Российской Федерации
41. 12 декабря 2011 г., № 1601 — Пономарев Юрий Александрович, заместитель Генерального прокурора Российской Федерации
42. 29 декабря 2012 г., № 1689 — Воробьев Сергей Дмитриевич, заместитель Генерального прокурора Российской Федерации
43. 31 июля 2013 г., № 658 — Винниченко Николай Александрович, заместитель Генерального прокурора Российской Федерации
44. 12 января 2018 г., № 13 — Карапетян Саак Альбертович, заместитель Генерального прокурора Российской Федерации
45. 12 января 2018 г., № 13 — Коржинек Леонид Геннадьевич, заместитель Генерального прокурора Российской Федерации
46. 11 июня 2018 г., № 298 — Петров Валерий Георгиевич, заместитель Генерального прокурора Российской Федерации — Главный военный прокурор
47. 11 июня 2019 г., № 258 — Кикоть Андрей Владимирович, заместитель Генерального прокурора Российской Федерации
48. 11 января 2020 г., № 8 — Ткачёв Игорь Викторович, заместитель Генерального прокурора Российской Федерации

## Государственные советники юстиции 1 класса (органы юстиции Российской Федерации)
После даты присвоения классного чина стоит номер Указа Президента Российской Федерации, которым присвоен чин.
1. 26 мая 1992 г., № 530 — Шапкин Михаил Андрианович, заместитель Министра юстиции Российской Федерации
2. 13 сентября 1993 г., № 1364 — Кузьмин Владимир Максимович, заместитель Министра юстиции Российской Федерации
3. 13 сентября 1993 г., № 1364 — Степанов Анатолий Михайлович, заместитель Министра юстиции Российской Федерации
4. 7 октября 1993 г., № 1609 — Сидоренко Евгений Николаевич, заместитель Министра юстиции Российской Федерации
5. 7 октября 1993 г., № 1609 — Юдушкин Станислав Маркович, заместитель Министра юстиции Российской Федерации
6. 16 декабря 1993 г., № 2168 — Митюков Михаил Алексеевич, первый заместитель Министра юстиции Российской Федерации
7. 16 декабря 1993 г., № 2168 — Радько Тимофей Николаевич, заместитель Министра юстиции Российской Федерации
8. 21 февраля 1994 г., № 365 — Муранов Анатолий Иванович, заместитель Министра юстиции Российской Федерации
9. 12 мая 1996 г., № 693 — Куликов Георгий Викторович, первый заместитель Министра юстиции Российской Федерации
10. 12 мая 1996 г., № 693 — Тропин Сергей Александрович, заместитель Министра юстиции Российской Федерации
11. 25 июля 1996 г., № 1100 — Кудрявцев Юрий Владимирович, руководитель Секретариата Конституционного Суда Российской Федерации
12. 23 декабря 1996 г., № 1756 — Постышев Владимир Михайлович, заместитель Министра юстиции Российской Федерации
13. 7 ноября 1997 г., № 1179 — Крашенинников Павел Владимирович, первый заместитель Министра юстиции Российской Федерации
14. 3 февраля 1998 г., № 124 — Кондрашов Борис Петрович, заместитель Министра юстиции РФ — главный судебный пристав Российской Федерации
15. 29 марта 1998 г., № 307 — Ренов Эдуард Николаевич, заместитель Министра юстиции Российской Федерации
16. 11 мая 1998 г., № 534 — Батанов Геннадий Николаевич, заместитель Министра юстиции Российской Федерации
17. 23 июня 1998 г., № 718 — Иванова Розалия Ивановна, начальник управления Конституционного Суда Российской Федерации
18. 31 августа 1998 г., № 1012 — Калинин Юрий Иванович, заместитель Министра юстиции Российской Федерации
19. 28 декабря 1998 г., № 1648 — Иванов Сергей Николаевич, заместитель Министра юстиции Российской Федерации
20. 6 апреля 1999 г., № 443 — Герасимов Александр Петрович, заместитель Генерального директора Судебного департамента при Верховном Суде Российской Федерации
21. 6 апреля 1999 г., № 443 — Гусев Александр Владимирович, первый заместитель Генерального директора Судебного департамента при Верховном Суде Российской Федерации
22. 25 сентября 1999 г., № 1277 — Воронов Валентин Алексеевич, заместитель Генерального директора Судебного департамента при Верховном Суде Российской Федерации
23. 31 января 2000 г., № 289 — Мельников Аркадий Тимофеевич, заместитель Министра юстиции Российской Федерации — главный судебный пристав Российской Федерации
24. 7 августа 2000 г., № 1447 — Кильмашкин Николай Федорович, заместитель Генерального директора Судебного департамента при Верховном Суде Российской Федерации
25. 12 августа 2000 г., № 1502 — Карлин Александр Богданович, статс-секретарь — первый заместитель Министра юстиции Российской Федерации
26. 30 сентября 2000 г., № 1722 — Демин Юрий Георгиевич, первый заместитель Министра юстиции Российской Федерации
27. 12 февраля 2001 г., № 156 — Забарчук Евгений Леонидович, заместитель Министра юстиции Российской Федерации
28. 28 июня 2001 г., № 782 — Гулягин Юрий Александрович, начальник Федерального управления Министерства юстиции Российской Федерации по Дальневосточному федеральному округу
29. 28 июня 2001 г., № 782 — Евдокимов Вячеслав Борисович, статс-секретарь — первый заместитель Министра юстиции Российской Федерации
30. 28 июня 2001 г., № 782 — Колесов Юрий Игнатьевич, начальник Федерального управления Министерства юстиции Российской Федерации по Южному федеральному округу
31. 28 июня 2001 г., № 782 — Минин Сергей Дмитриевич, начальник Федерального управления Министерства юстиции Российской Федерации по Уральскому федеральному округу
32. 14 августа 2001 г., № 1039 — Плетнев Вячеслав Витальевич, заместитель Генерального директора Судебного департамента при Верховном Суде Российской Федерации
33. 19 февраля 2002 г., № 186 — Максимов Владимир Валентинович, первый заместитель Генерального директора Судебного департамента при Верховном Суде Российской Федерации
34. 27 апреля 2002 г., № 414 — Рябцов Юрий Александрович, заместитель Генерального директора Судебного департамента при Верховном Суде Российской Федерации
35. 25 июля 2002 г., № 781 — Иванов Игорь Анатольевич, начальник Федерального управления Министерства юстиции Российской Федерации по Центральному федеральному округу
36. 25 июля 2002 г., № 781 — Федотов Александр Иванович, начальник Федерального управления Министерства юстиции Российской Федерации по Приволжскому федеральному округу
37. 21 ноября 2002 г., № 1345 — Кислицын Михаил Кондратьевич, заместитель Министра юстиции Российской Федерации
38. 14 февраля 2003 г., № 192 — Обарчук Александр Андреевич, заместитель Генерального директора Судебного департамента при Верховном Суде Российской Федерации
39. 1 апреля 2003 г., № 381 — Проценко Николай Александрович, начальник Федерального управления Министерства юстиции Российской Федерации по Сибирскому федеральному округу
40. 29 мая 2003 г., № 584 — Хлупин Олег Юрьевич, заместитель Министра юстиции Российской Федерации
41. 3 июня 2003 г., № 600 — Елизаров Александр Федорович, заместитель Министра юстиции Российской Федерации
42. 22 января 2004 г., № 92 — Морин Александр Евгеньевич, начальник Федерального управления Министерства юстиции Российской Федерации по Центральному федеральному округу
43. 22 февраля 2004 г., № 248 — Перепеченов Анатолий Яковлевич, заместитель Генерального директора Судебного департамента при Верховном Суде Российской Федерации
44. 12 декабря 2005 г., № 1436 — Винниченко Николай Александрович, директор Федеральной службы судебных приставов — главный судебный пристав Российской Федерации